# Grote moskee van Kairouan
De grote moskee van Kairouan is de grootste moskee van Noord-Afrika. Het is gebouwd in 670 n. Chr. en stond model voor latere moskeeën in de Maghreb.
De moskee beslaat een oppervlakte van 9.000 vierkante meter. De moskee heeft een grote binnenplaats omgeven door een zuilengalerij. De 31,5 meter hoge vierkante minaret is mogelijk de oudste minaret ter wereld.
Sinds 1988 staat de moskee samen met de stad Kairouan op de Werelderfgoedlijst van UNESCO.
- Catàleg d'autoritats de noms i títols de Catalunya: 981058614922706706
- Gemeinsame Normdatei: 7581895-4
- Library of Congress Control Number: n83186546
- Nationale Bibliotheek van Israël: 987007263234305171
- Virtual International Authority File: 130226671